# Id Tech

Árvore genealógica do Quake, mostrando motores e uma seleção de jogos baseados no motor Quake

id Tech é uma série de motores de jogos separados projetados e desenvolvidos pela id Software. Antes da apresentação do jogo Rage, baseado na id Tech 5, em 2011, os motores não tinham designação oficial e, como tal, eram simplesmente chamados de motores Doom e Quake, devido ao nome da série de jogos principal para a qual os motores foram desenvolvidos. "id Tech" foi lançado como software livre sob a GNU General Public License. As versões 0 a 3 da id Tech foram lançadas sob GPL-2.0 ou posterior. As versões 3.5 a 4.5 da id Tech foram lançadas sob GPL-3.0 ou posterior. id Tech 5 a 7 são proprietários, sendo o id Tech 7 atualmente o mecanismo utilizado mais recente.
De acordo com Eurogamer.net, "id Software tem sido sinônimo de motores de jogos para PC desde que o conceito de motor de jogo independente foi popularizado." No entanto, a id Tech 4 tinha muito menos licenciados do que o Unreal Engine da Epic Games, e a id planejava recuperar o impulso com a Id Tech 5, até que foram compradas pela ZeniMax Media, que pretendia manter os motores da id Tech exclusivamente para a irmã da id. estúdios.

## Antecessores
A id Software havia desenvolvido motores 3D para vários jogos antes de Wolfenstein 3D. Cada motor tinha tecnologia 3D progressivamente mais avançada.
- Hovertank 3D (1991) usou paredes poligonais desenhadas em cores sólidas e sprites escaláveis. O código-fonte foi lançado pela Flat Rock Software em junho de 2014 sob GPL-2.0 ou posterior.
- Catacomb 3-D (1991) adicionou mapeamento de textura às paredes. O código-fonte foi lançado pela Flat Rock Software em junho de 2014 sob GPL-2.0 ou posterior.

### Motor Wolfenstein 3D
Wolfenstein 3D (1992) aumentou a paleta de cores de EGA de 16 cores para VGA de 256 cores e também adotou raycasting. O motor de jogo também foi licenciado para outras empresas. O código-fonte de Wolfenstein 3D, junto com seu prequel Spear of Destiny, foi lançado em 21 de julho de 1995 sob uma licença proprietária e, posteriormente, sob GPL-2.0 ou posterior.
ShadowCaster (1993) foi construído sobre o motor Wolfenstein 3D e foi licenciado para Raven Software. Possui iluminação reduzida, pisos e tetos com textura mapeada, paredes com alturas variáveis e pisos inclinados. Este motor Raven também foi mais tarde usado por CyClones e In Pursuit of Greed.
Rise of the Triad usa um motor aprimorado de Wolfenstein 3D e foi concebido para servir como uma sequência dele. O código-fonte foi lançado em 20 de dezembro de 2002 sob GPL-2.0 ou posterior.
Outros jogos que utilizam este motor são: Blake Stone: Aliens of Gold, Blake Stone: Planet Strike, Corridor 7: Alien Invasion, Operation Body Count, e Rise of the Triad.

## id Tech 1
Originalmente conhecido como "motor Doom ", este motor alimenta os jogos da id Software Doom (1993), Doom II: Hell on Earth (1994) e Doom 64 (1997). Foi criado por John Carmack, com funções auxiliares escritas por John Romero, Dave Taylor, e Paul Radek. Inicialmente desenvolvido em computadores NeXT, foi portado para MS-DOS para o lançamento de Doom e posteriormente portado para vários consoles de jogos e sistemas operacionais. O código-fonte foi lançado em 23 de dezembro de 1997 sob uma licença proprietária e, posteriormente, em 3 de outubro de 1999 sob GPL-2.0 ou posterior.
Heretic e Hexen: Beyond Heretic foram desenvolvidos pela Raven Software e publicados pela id Software. Suas fontes foram lançadas em 4 de setembro de 2008 somente sob GPL-2.0. Outros jogos que usam este motor incluem Strife: Quest for the Sigil e Chex Quest.

## id Tech  2
Originalmente conhecido como " motor Quake ", foi originalmente escrito para alimentar o Quake de 1996. Ele apresentava renderização 3D verdadeira em tempo real e é o primeiro mecanismo da id Tech a usar o modelo cliente-servidor. O código-fonte foi lançado em 21 de dezembro de 1999 sob GPL-2.0 ou posterior.
O mecanismo Quake foi atualizado com um novo executável intitulado QuakeWorld que continha código para aprimorar os recursos de rede do Quake em resposta à demanda por jogos em rede na Internet que surgiu como resultado do uso de UDP ' Quake para rede.
id Tech 2 foi posteriormente atualizado para o lançamento de Quake II em 1997, com melhorias como iluminação colorida e um novo formato de modelo MD2. id Tech 2.5 é o último a incluir um renderizador de software. O código-fonte foi lançado em 22 de dezembro de 2001 sob GPL-2.0 ou posterior.

## id Tech 3
Originalmente conhecido como " motor Quake III Arena ", foi usado para alimentar o Quake III Arena da id Software em 1999. O motor Quake III Arena foi atualizado para o patch 1.26 e versões posteriores são chamadas de " motor Quake III Team Arena " com um novo formato de modelo esquelético MD4 e enormes áreas externas. id Tech 3 é o primeiro desta série a exigir a execução de um acelerador gráfico compatível com OpenGL. O código-fonte foi lançado em 19 de agosto de 2005 sob GPL-2.0 ou posterior.
id Tech 3 foi atualizado com o lançamento de Return To Castle Wolfenstein em 2001, que incluía um sistema de script para um jogador, e acabou sendo usado para alimentar o primeiro título Call of Duty em 2003, gerando o mecanismo IW. Também foi usado para Wolfenstein: Enemy Territory. O código-fonte foi lançado em 12 de agosto de 2010 sob GPL-3.0 ou posterior.

## id Tech 4
Comumente conhecido como o " motor de Doom 3 ", que foi usado para alimentar o Doom 3 lançado em 2004, o id Tech 4 começou como um aprimoramento do id Tech 3. Durante o desenvolvimento, inicialmente foi apenas uma reescrita completa do renderizador do mecanismo, mantendo outros subsistemas, como acesso a arquivos e gerenciamento de memória. A decisão de mudar da linguagem de programação C para C++ exigiu uma reestruturação e reescrita do restante do mecanismo; hoje, embora o id Tech 4 contenha código do id Tech 3, grande parte dele foi reescrito. O código-fonte foi lançado em 22 de novembro de 2011 sob GPL-3.0 ou posterior.
Outros jogos que usam este motor são: Quake 4 (2005) e Wolfenstein (2009) da Raven Software, Prey (2006) da Human Head Studios, Enemy Territory: Quake Wars (2007) e Brink (2011) da Splash Damage.
id Tech 4 foi atualizado com o lançamento de 2012 do Doom 3: BFG Edition com alguns recursos do id Tech 5. O código-fonte foi lançado em 26 de novembro de 2012 sob GPL-3.0 ou posterior.

## id Tech 5
Usado para Rage da id Software, o mecanismo é baseado nas estruturas do sistema de arquivos. Algumas tecnologias incluídas são o sistema GUI da id Tech 4, incluindo um novo renderizador, tecnologia MegaTexture 2.0, sombras suaves e muito mais. A id está exigindo que as empresas que usam o mecanismo publiquem seus jogos por meio da empresa irmã da id, a Bethesda Softworks.
Desde então, o motor tem sido usado para impulsionar os dois primeiros títulos Wolfenstein da MachineGames; The New Order em 2014 com sua expansão autônoma The Old Blood, lançada em 2015. Também foi usado em The Evil Within (2014) da Tango Gameworks.

## id Tech 6
Usado para Doom lançado em 13 de maio de 2016. Embora o mecanismo use alguns dos recursos do id Tech 5, o id também adicionou suporte para renderização Vulkan. O desenvolvimento do renderizador é liderado por Tiago Sousa, que já havia trabalhado no CryEngine, após a demissão do anterior diretor técnico John Carmack em 2013. id Tech 6 também foi usado em Wolfenstein II: The New Colossus (2017), e Wolfenstein: Youngblood (2019) novamente pela MachineGames. No entanto, não foi usado para Quake Champions, que combinava recursos da id Tech com o Saber3D Engine.

## id Tech 7
Na QuakeCon 2018, a id Software anunciou o lançamento de um novo jogo da franquia Doom chamado Doom Eternal. Alimentado pelo motor id Tech 7, Doom Eternal foi lançado em 20 de março de 2020. O novo motor é capaz de entregar um aumento nos detalhes geométricos sem quedas na taxa de quadros vs. id Tech 6. No PC, o id Tech 7 oferece suporte apenas à renderização Vulkan.